# Duqm
Duqm (arabisch الدقم, DMG ad-Duqm) ist eine Hafenstadt in Oman im Gouvernement al-Wusta am Arabischen Meer.
Ursprünglich war Duqm eine kleine Fischereisiedlung; heute ist die Stadt ein Ölhafen und soll zu einem Tourismusstandort ausgebaut werden. Dafür wurde der 2014 in Betrieb gegangene internationale Flughafen Duqm gebaut.

## Planungen
Das einzige Trockendock Omans soll im Hafen entstehen.
Die Stadt soll mit der Bahnstrecke Shuwaymiyah/Manji–Duqm einen Eisenbahnanschluss erhalten.